# Acun Medya
Acun Medya ist ein türkischer Medienkonzern.

## Geschichte
Acun Medya wurde von Acun Ilıcalı, Esat Yöntunç, Çaykun Ertan, Alpay Kazan, Mustafa Kazan und Evren Çağlar am 27. September 2006 gegründet. Der Eigentümer des Unternehmens ist Acun Ilıcalı, der auch die meisten Programme moderiert. Zum Unternehmen gehört des Weiteren der Sender TV8.
Acun Medya produziert hauptsächlich Spielshows und Reality-Formate. Die ersten Sendungen seiner Produktionen wurden auf dem Sender Show TV ausgestrahlt. Später liefen viele seiner Produktionen auf dem unternehmenseigenen TV8. Das Unternehmen produzierte Sendungen wie Fear Factor, Survivor Türkiye, Devler Ligi, Var mısın Yok musun, Yetenek Sizsiniz Türkiye und O Ses Türkiye. Acun Medya produzierte auch in Griechenland Sendungen wie Survivor Greece, The Voice of Greece, Ellade Exeis Talento und Power of Love. 2017 kam eine Sport-Reality-Show namens Exatlon heraus. Die Sportshow wurde 2017 in Brasilien und Mexiko und 2018 in Rumänien, Kolumbien und den Vereinigten Staaten ausgestrahlt. 2020 wurde die Sendung auch in der Türkei auf Netflix gesendet. Seit dem 1. Januar 2021 produziert Acun Medya auch für den eigenen Streamingdienst Exxen. Am 25. Februar 2024 wurde bekannt gegeben, dass Acun Medya 50 % Anteile des Senders Sport1 kauft.

## Unternehmen im Besitz von Acun Medya

### Sender
- seit 2013: TV8
- seit 2014: TV8 int
- seit 2016: TV8,5
- seit 2024: Sport1 (zu 50%)[6]

### Ehemalige Sender
- 2014–2016: Shop90 (ersetzt durch TV8,5)

### Streamingdienst
- seit 2021: Exxen

## Produktionen

### Serien
- 2014: Hom Ofis
- 2015: Bana Baba Dedi
- 2015: Aşkların En Güzeli

## Sendungen
Aktuell produzierte Sendungen
- seit 2005: Survivor Türkiye
- seit 2011: O Ses Türkiye
- seit 2014: Survivor Panorama
- seit 2017: Yemekteyiz
- seit 2018: Masterchef Türkiye
- seit 2019: Sağlam Geziyoruz
- seit 2019: Doya Doya Moda
- seit 2020: Exatlon Türkiye
- seit 2021: Masterchef Junior
- seit 2021: O Ses Türkiye Rap
- seit 2021: Yetenek Sizsiniz Türkiye
- seit 2024: Exatlon Germany
- seit 2024: My Style Rocks Germany
- seit 2025: MasterChef Germany
- seit 2025: Power of Love Germany
- seit 2025: Darts Party
- ab 2025: Survivor Germany

Ehemalige Sendungen
- 2005: Acun Firarda
- 2006–2007: Fear Factor
- 2007–2010: Var mısın Yok musun
- 2007: Yoksa Rüya mı?
- 2014: Söyle Söyleyebilirsen
- 2010–2011: Yok Böyle Dans
- 2009: Devler Ligi
- 2006: Survivor Türkiye - Yunanistan
- 2007: Survivor Aslanlar - Kanaryalar
- 2010: Survivor Kızlar - Erkekler
- 2011–2014: Survivor Ünlüler - Gönüllüler
- 2013–2017: 3 Adam
- 2014–2018: Arda'nın Mutfağı
- 2014: Aileler Yarışıyor
- 2014: Hülya Avşar Show
- 2014: Akademi
- 2014: Kel Alaka
- 2014: Para Bende
- 2014: Ninja Warrior Türkiye
- 2014–2015: Ütopya
- 2014–2015: Ver Fırına
- 2015–2017: Bu Tarz Benim
- 2015: Komedi Türkiye
- 2015: En Zayıf Halka
- 2015–2016: Rising Star Türkiye
- 2016: 4 Büyükler Salon Turnuvası
- 2016–2017: Göz 6
- 2018–2020: Eser Yenenler Show